# Théorie des cordes de type 0
La théorie des cordes de type 0 n'est pas un modèle de théorie des cordes très connu. C'est une théorie des supercordes parce que les feuilles d'univers sont supersymétriques. Cependant, le spectre spatio-temporel n'est pas supersymétrique et, en fait, ne contient pas de fermions du tout. En outre, dans plus de deux dimensions, il contient un tachyon, ce qui en fait une théorie instable. Ces propriétés ressemblent à la théorie des cordes bosoniques et constituent une manière peu convenable de décrire le monde que nous observons. Néanmoins, cette théorie est parfois utilisée en tant que modèle-jouet pour explorer les concepts d'autres théories.